# ハンズル・パーチメント
ハンズル・ジョージ・パーチメント（Hansle George Parchment、1990年6月17日 ‐ ）は、ジャマイカ・セント・トーマス教区出身の陸上競技選手。専門は110mハードルで、自己ベストは12秒94の元ジャマイカ記録保持者。2012年ロンドンオリンピックで銅メダル、2015年北京世界選手権で銀メダル、2020年東京オリンピックで金メダルを獲得し、オリンピックと世界選手権の男子110mハードルにおいてジャマイカ人初のメダリストになった選手である。

## 経歴

### 2011年
8月の深圳ユニバーシアード男子110mハードルを13秒24（-0.3）の自己ベスト（当時）で制し、この種目では全てのカテゴリーの世界大会を通じて、ジャマイカ人初の金メダルを獲得した。

### 2012年
8月のロンドンオリンピック男子110mハードルに出場すると、準決勝をジャマイカ記録（当時）となる13秒14（+0.1）で突破。決勝でもジャマイカ記録（当時）となる13秒12（-0.3）を記録して3位に入り、この種目ではオリンピックと世界選手権を通じて、ジャマイカ人初のメダルとなる銅メダルを獲得した。閉会式ではジャマイカ選手団の旗手を務めた。

### 2013年
6月1日のダイヤモンドリーグ・プレフォンテインクラシック男子110mハードルで13秒05（+0.9）のジャマイカ記録（当時）を樹立し、ジャマイカ人初の13秒0台に突入した。
6月のジャマイカ選手権では、男子110mハードル決勝に向けたウォームアップトラックでの練習中に足を痛めてしまう。
8月のモスクワ世界選手権男子110mハードルで準決勝まで進出するも、負傷のため途中棄権に終わった。結局これが今シーズン最後のレースとなった。

### 2014年
7月5日のダイヤモンドリーグ・ミーティングアレヴァ男子110mハードルで世界歴代10位タイ（当時）の記録となる12秒94（+0.8）を記録し、ジャマイカ人として初めて13秒の壁を突破した。なお、13秒の壁を突破した選手はパーチメントが史上16人目で、カリブ海諸国の選手としてはキューバのダイロン・ロブレスに次いで史上2人目となった。
7月11日のダイヤモンドリーグ・グラスゴーグランプリ男子110mハードルでハムストリングスを痛めた影響により、残りのシーズンを棒に振ることとなった。

### 2015年
8月の世界選手権男子110mハードルに出場すると、準決勝を13秒16（0.0）の組2着（全体4位タイ）で突破し、世界選手権で初めて決勝に進出した。決勝では優勝したセルゲイ・シュベンコフと0秒05差の2位に入り、この種目でジャマイカ人初のメダルとなる銀メダルを獲得した。

### 2016年
5月6日のダイヤモンドリーグ・カタールスーパーグランプリ男子110mハードルで今季世界2位の記録（当時）となる13秒10（+1.4）を記録したが、同月28日のダイヤモンドリーグ・プレフォンテインクラシック男子110mハードルで負傷してしまう。
ハムストリングス負傷のため7月上旬のジャマイカ選手権は欠場したが、救済措置でリオデジャネイロオリンピックのジャマイカ代表に選出された。しかし、本大会で走るには8月8日までに実力を証明しなければならなかったが、7月24日のレースでは13秒53（+1.5）と本来の調子にはほど遠く、本大会のメンバーから外れた。

### 2017年
8月のロンドン世界選手権男子110mハードルでは前回大会に続いて決勝に進出したが、2大会連続のメダル獲得とはならず、13秒37（0.0）で8位に終わった。

### 2021年
6月、東京オリンピック出場権をかけた選考会にて13秒18で3位に入りジャマイカ代表に選出された。本大会では準決勝を13秒23（-0.1）で突破。決勝では13秒04（-0.5）のシーズンベストで金メダルを獲得した。

## エピソード
東京オリンピックで8月4日に準決勝が行われた国立競技場へ向かうところ乗るべきバスを乗り間違え、気が付いた時には逆方向の東京アクアティクスセンターに到着していた。その際に大会ボランティアの女性スタッフに事情を話し、助けを求めたところ、そのスタッフが国立競技場までのタクシー代として手持ちの一万円札を貸してくれたことによりすぐに国立競技場へ向かいウォーミングアップに間に合うことができて準決勝を通過、翌日に行われた決勝で見事に金メダルに輝いた。
パーチメントは競技終了後にバスに乗ってその女性スタッフのもとに向かい借りたタクシー代を返すと共に、獲得した金メダルを披露し、感謝の気持ちを込めてジャマイカチームのシャツをプレゼントした。

## 自己ベスト
記録欄の（　）内の数字は風速（m/s）で、+は追い風を意味する。
| 種目         | 記録           | 年月日       | 場所 | 備考                                  |
| ------------ | -------------- | ------------ | ---- | ------------------------------------- |
| 110mハードル | 12秒94（+0.8） | 2014年7月5日 | パリ | ジャマイカ歴代2位（元ジャマイカ記録） |

## 主要大会成績
備考欄の記録は当時のもの

### 国際大会
| 年   | 大会                                | 場所             | 種目    | 結果   | 記録           | 備考                           |
| ---- | ----------------------------------- | ---------------- | ------- | ------ | -------------- | ------------------------------ |
| 2007 | 世界ユース選手権                    | オストラヴァ     | 110mYH  | 準決勝 | 14秒13（-0.5） |                                |
| 2010 | 中央アメリカ・カリブ海競技大会 (en) | マヤグエス       | 110mH   | 5位    | 13秒97（-0.1） | 予選13秒88（+1.6）：自己ベスト |
| 2010 | 英連邦競技大会 (en)                 | デリー           | 110mH   | 5位    | 13秒71         | 自己ベスト                     |
| 2011 | 中央アメリカ・カリブ選手権 (en)     | マヤグエス       | 110mH   | 決勝   | DQ             | 予選13秒85（-3.5）             |
| 2011 | 中央アメリカ・カリブ選手権 (en)     | マヤグエス       | 4x100mR | 予選   | 39秒74（4走）  | 決勝進出                       |
| 2011 | ユニバーシアード (en)               | 深圳             | 110mH   | 優勝   | 13秒24（-0.3） | 自己ベスト                     |
| 2012 | オリンピック                        | ロンドン         | 110mH   | 3位    | 13秒12（-0.3） | ジャマイカ記録                 |
| 2013 | 世界選手権                          | モスクワ         | 110mH   | 準決勝 | DNF            | 予選13秒43（+0.5）             |
| 2014 | 英連邦競技大会 (en)                 | グラスゴー       | 110mH   | 予選   | DNS            |                                |
| 2015 | 世界選手権                          | 北京             | 110mH   | 2位    | 13秒03（+0.1） |                                |
| 2017 | 世界選手権                          | ロンドン         | 110mH   | 8位    | 13秒37（0.0）  |                                |
| 2018 | 英連邦競技大会 (en)                 | ゴールドコースト | 110mH   | 2位    | 13秒22（-0.3） |                                |
| 2021 | オリンピック                        | 東京             | 110mH   | 1位    | 13秒04（-0.5） |                                |

### ダイヤモンドリーグ
ダイヤモンドリーグの総合成績を記載。獲得ポイント欄の（　）内は出場したポイント対象レースの数を意味する。
| 年   | 種目  | 総合順位 | 獲得ポイント |
| ---- | ----- | -------- | ------------ |
| 2012 | 110mH | 4位      | 3（2レース） |

優勝したダイヤモンドリーグ個人種目の成績を記載。金色の背景はポイント対象レースを意味する。
| 年   | 大会                       | 場所       | 種目  | 記録           | 備考             |
| ---- | -------------------------- | ---------- | ----- | -------------- | ---------------- |
| 2013 | プレフォンテインクラシック | ユージーン | 110mH | 13秒05（+0.9） | ジャマイカ記録   |
| 2014 | ミーティングアレヴァ       | パリ       | 110mH | 12秒94（+0.8） | 世界歴代10位タイ |